# 長體叫姑魚
長體叫姑魚為輻鰭魚綱鱸形目鱸亞目石首魚科的其中一種，分布於東印度洋區的印度西岸及斯里蘭卡海域，體長可達30公分，棲息在沿海、河口，屬肉食性，以蠕蟲及甲殼類為食，可做為食用魚。